# Gelasma costipicta
Gelasma costipicta là một loài bướm đêm trong họ Geometridae.